# Onthophagus tumidulus
Onthophagus tumidulus är en skalbaggsart som beskrevs av Gerstaecker 1871. Onthophagus tumidulus ingår i släktet Onthophagus och familjen bladhorningar. Inga underarter finns listade i Catalogue of Life.